# Agave filifera
Az Agave filifera az egyszikűek (Liliopsida) osztályának spárgavirágúak (Asparagales) rendjébe, ezen belül a spárgafélék (Asparagaceae) családjába tartozó faj.

## Előfordulása
Az Agave filifera eredeti előfordulási területe Mexikó. Az északkeleti Chihuahua és Tamaulipas államoktól kezdve, délnyugatra egészen Oaxaca és Chiapas államokig található meg. Eme ország legdélkeletibb részein és északnyugaton, ahol az Agave colorata van elterjedve, az Agave filifera hiányzik.

## Megjelenése
A csomókban növő levelei az agávéformákra jellemzően tűhegyben végződnek, azonban ennél a fajnál a levelekből, fehér vagy halvány sárga szálak nőnek ki, innen a tudományos fajneve, a filifera.

## Képek

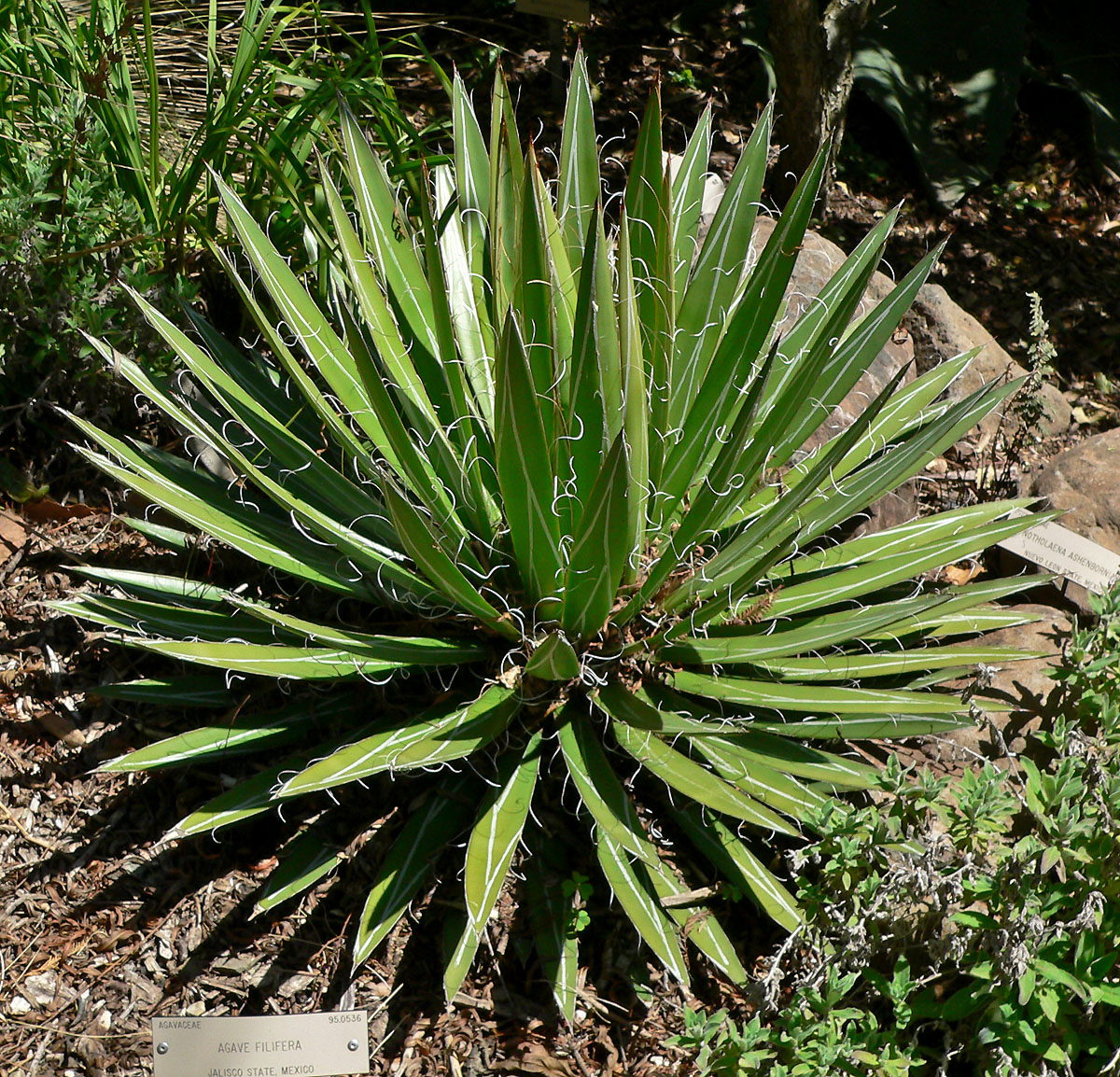
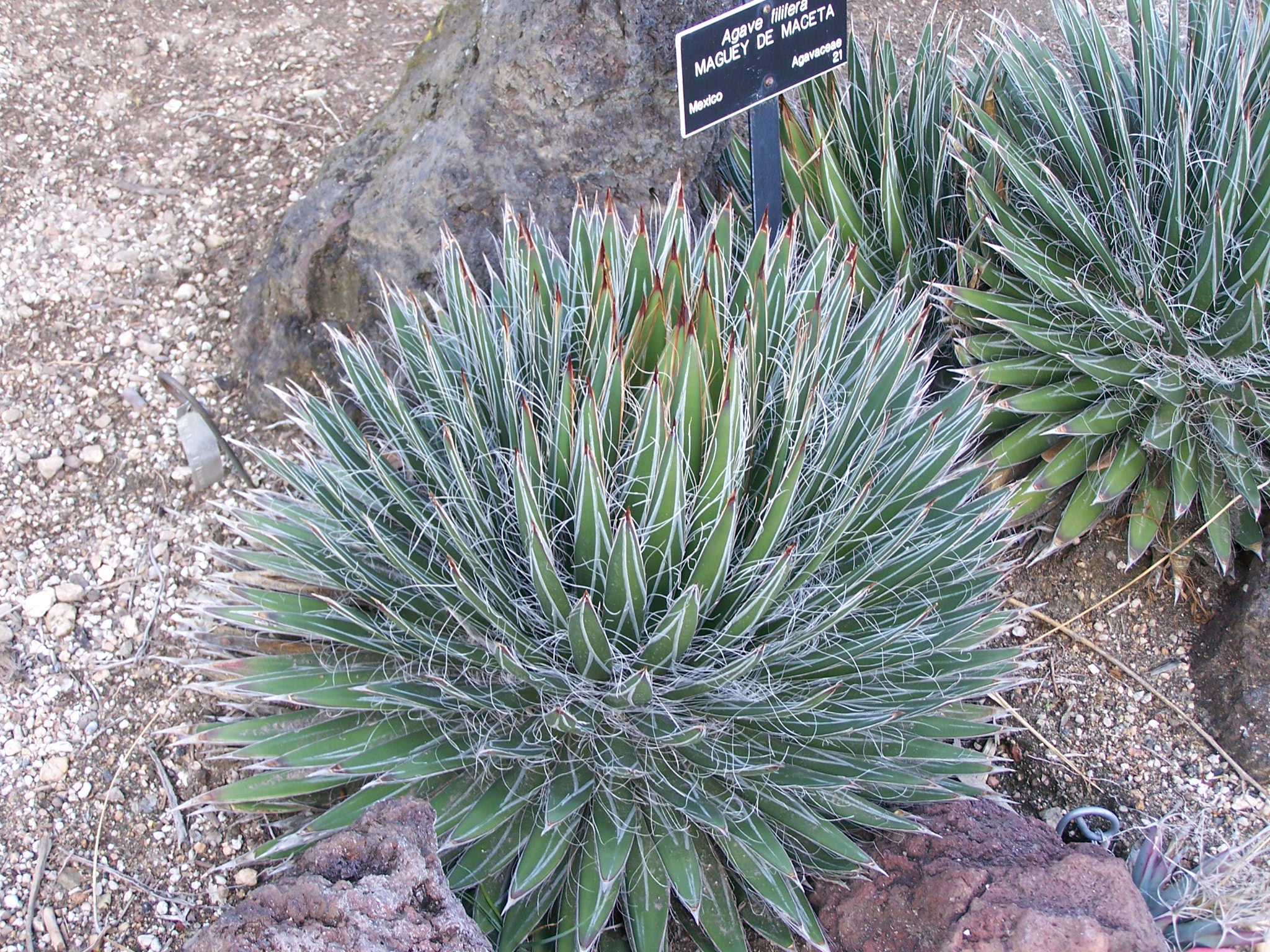
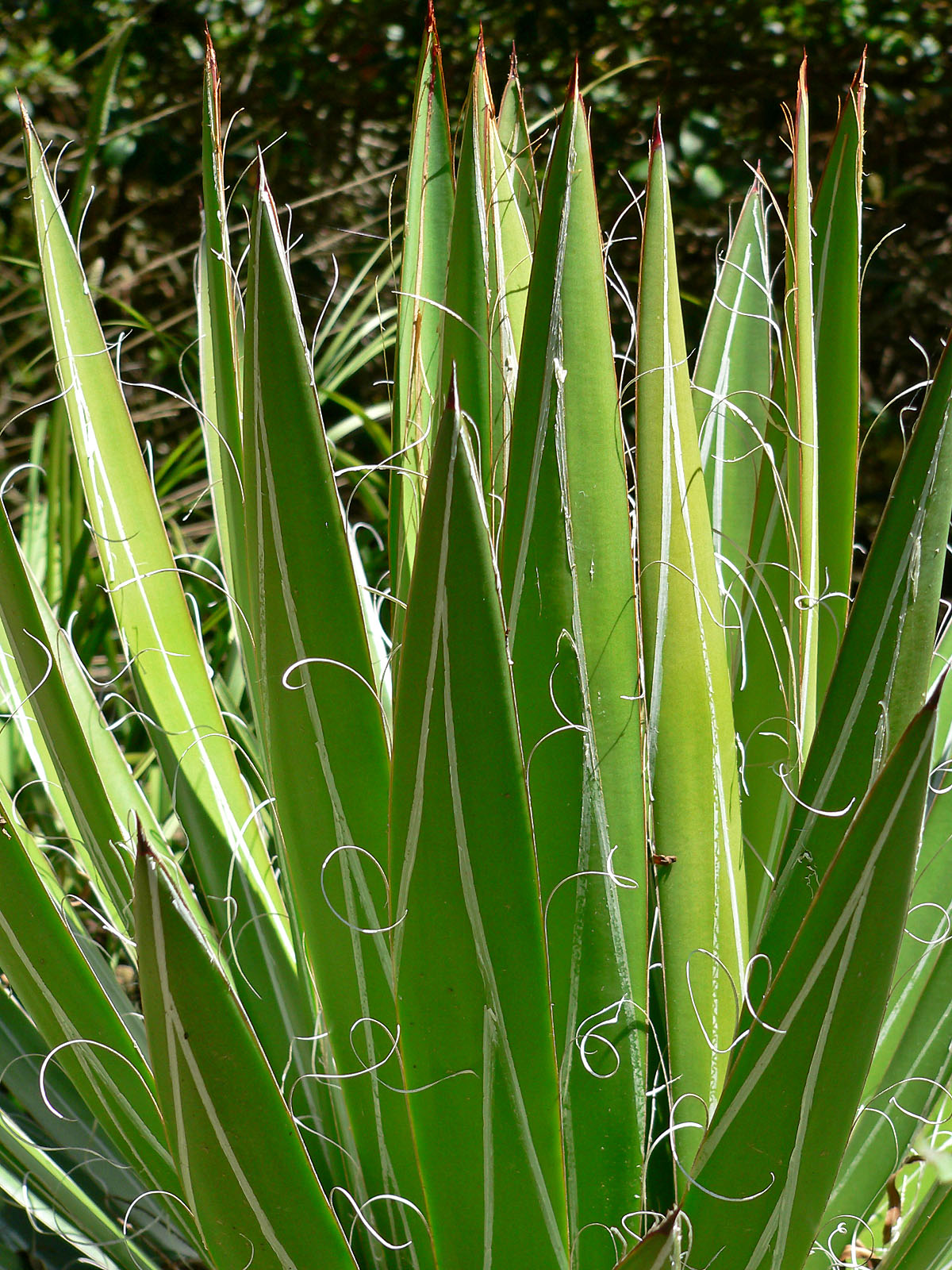
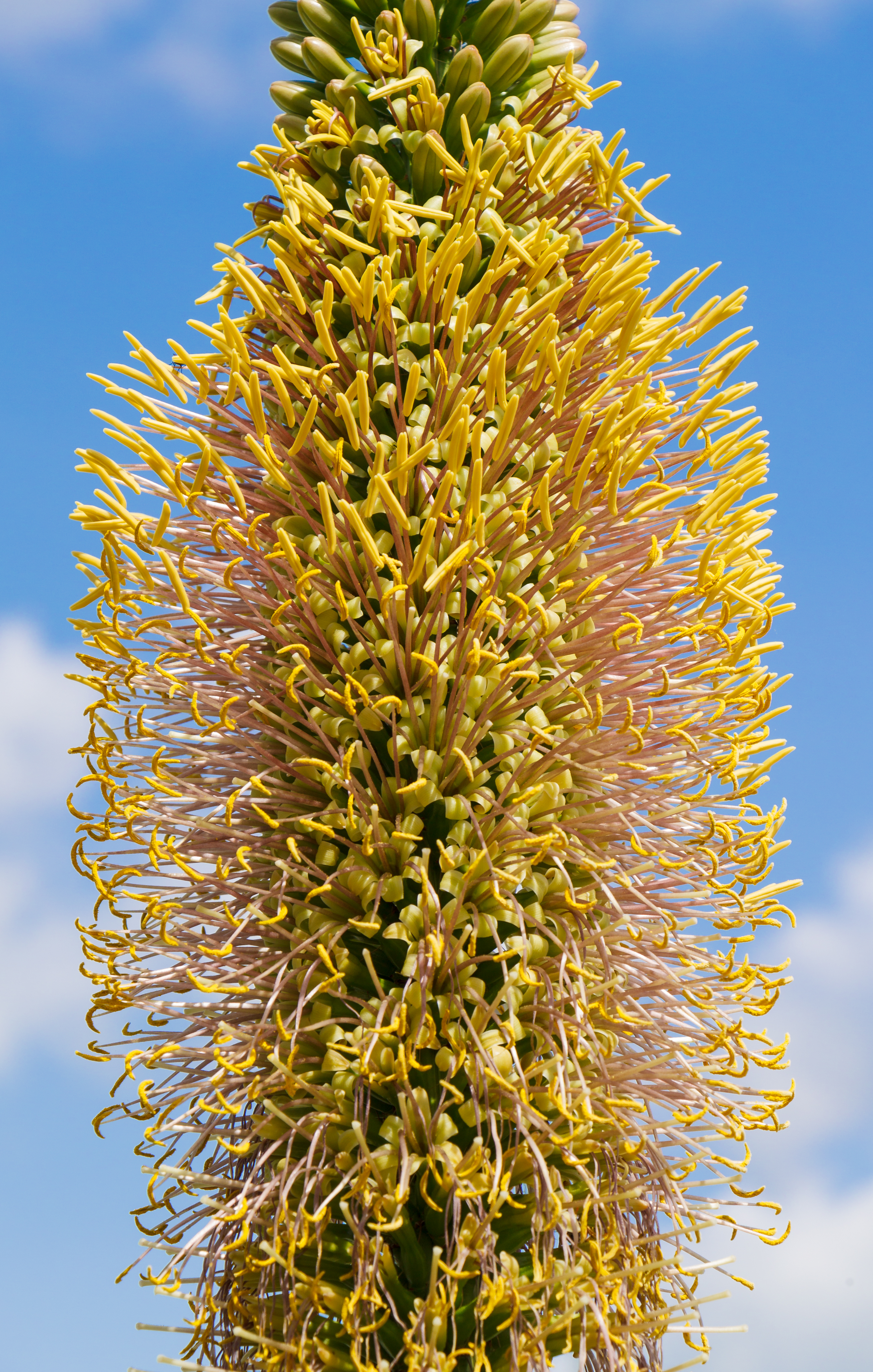
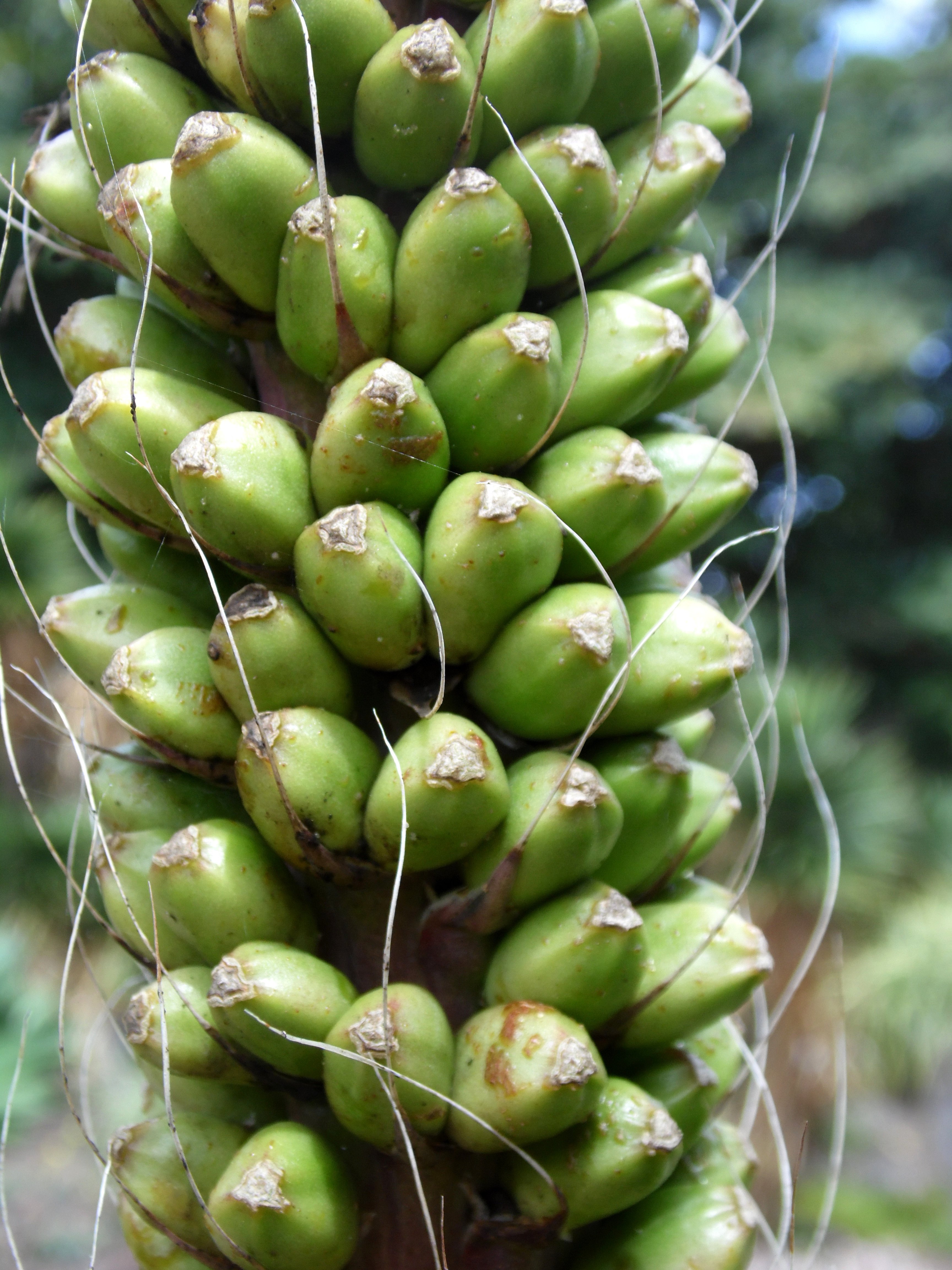